# Gulf Journal of Mathematics
Gulf Journal of Mathematics ist eine in englischer Sprache erscheinende mathematische Fachzeitschrift, die 2013 von Ho Hon Leung und Firuz Kamalov gegründet wurde und ihren Satz in Dubai hat.
Sie veröffentlicht Forschungsarbeiten aus allen Gebieten der reinen und angewandten Mathematik. Nach eigenen Angaben werden 15 Prozent der eingereichten Arbeiten zur Veröffentlichung angenommen. Die Zeitschrift erscheint ausschließlich elektronisch und ist Open Access.